# The Blue Iguana
The Blue Iguana (Blue Iguana en España y Hotel Iguana Azul en Hispanoamérica) es una película de comedia de acción de 1988 dirigida por John Lafia y protagonizada por Dylan McDermott, Jessica Harper y James Russo.

## Argumento
Dos escrupulosos y algo psicopáticos inspectores de haciendo americanos chantajean a Vince Holloway, un moderno cazarrecompensas, para que viaje al pequeño país centroamericano de Diablo e impida una transferencia ilegal de 20 millones de dólares de un paraíso fiscal a los Estados Unidos. A su llegada al lugar, Vince descubre dos cosas: en diablo la vida no vale ni un centavo y la cosa mejor guardada del país es el banco que se supone que debe despanzurrar. Por suerte para él, Dakota, la fascinante dueña de un local llamado The Blue Iguana, parece dispuesta a echarle una mano.

## Reparto
| Actor           | Personaje             |
| --------------- | --------------------- |
| Dylan McDermott | Vince Holloway        |
| Jessica Harper  | Cora                  |
| James Russo     | Reno                  |
| Pamela Gidley   | Dakota                |
| Yano Anaya      | Yano                  |
| Flea            | Floyd                 |
| Michele Seipp   | Zoe 'The Bartender'   |
| Tovah Feldshuh  | Detective Vera Quinn  |
| Dean Stockwell  | Detective Carl Strick |
| Katia Schkolnik | Mona                  |

## Recepción
La producción cinematográfica, además de ser el debut de John Lafia como director y guionista, se volvió también un título de culto.
Hoy en día la película ha sido valorada en portales cinematográficos y por críticos profesionales. En IMDb, con 580 votos registrados, el filme obtiene una media ponderada de 5,2 sobre 10. En cuanto a Rotten Tomatoes, los más de 50 votos registrados le dieron allí una valoración media de 3,1 de 5, mientras que los 7 críticos profesionales registrados le dieron una valoración media de 3,5 de 10.